# Chenillette Carden-Loyd
Pour les articles homonymes, voir Carden et Loyd.
 (mars 2018).
Les chenillettes Carden-Loyd sont une série de chenillettes britanniques de l'Entre-deux-guerres, dont le modèle le plus concluant fut la chenillette Mark VI, seule version construite en un nombre significatif. Cette série devint un classique pour la conception des chenillettes partout dans le monde, elle fut construite sous licence par plusieurs pays et servit de base à plusieurs modèles de chenillettes et de chars dans différents pays. Il ne s'agissait d'ailleurs pas vraiment d'un char, mais plutôt d'une automitrailleuse chenillée.

## Développement
La chenillette Carden-Loyd provient d'une idée, germée dans l'esprit de Giffard LeQuesne Martel (en), ingénieur militaire britannique et major spécialiste de l'utilisation de l'arme blindée, qu'il développa tout d'abord à titre privé. Il fabriqua un char pour une seule personne dans son garage, à partir d'éléments disparates, et le montra au War Office au milieu des années 1920. Une fois son idée rendue publique, d'autres firmes produisirent leur propre interprétation de l'idée. Parmi celles-là, la Carden-Loyd Tractors Ltd, de John Carden (6e baron) (en) et Vivian Loyd, proposa la sienne. Parmi des prototypes monoplaces, ils proposèrent un modèle biplace, qui se révéla être plus efficace et plus populaire. Vickers-Armstrong se chargea de produire et de commercialiser ce modèle de par le monde.
Considéré comme véhicule de reconnaissance et comme batterie de mitrailleuse mobile, la Mark VI constitua l'évolution ultime de la série des chenillettes Carden-Loyd.

## Production
La production débuta en 1927 et dura jusqu'en 1935. Entre 1933 et 1935, les véhicules furent assemblés aux Royal Ordnance Factories. Au total, quelque 450 unités furent fabriquées. La British Army utilisa au moins 325 chenillettes Mark VI (d'autres sources parlent de 348), dont différentes variantes, la plupart comme automitrailleuses, mais aussi comme tracteur d'artillerie léger, mortier mobile ou véhicule lance-fumigènes.

## Export
En 1929, la Pologne acheta 10 ou 11 chenillettes Mark VI avec leur licence, et les utilisa pour développer sa propre série de chenillettes, les TK, qui déboucha sur la chenillette polonaise TKS.
La même année, l'Italie fit l'acquisition de quatre exemplaires de la chenillette Mark VI, qui lui servirent de base pour développer ses chenillettes L3.
La Tchécoslovaquie en acquit trois en 1930 sous licence, en améliora par la suite la conception, et produisit 74 exemplaires de la chenillette Tančik vz. 33 (en) dans les fabriques ČKD de Prague - le modèle original britannique ayant été jugé inapte à remplir des missions dans un conflit moderne.
L'Union soviétique acheta 20 chenillettes Mark VI (dénommées K-25 en Russie), également sous licence. Toutefois, le projet retenu construit sur cette base avait été modernisé de manière significative, et la licence devint caduque. À la place, les usines bolcheviques de Leningrad commencèrent à produire la chenillette T-27, version modernisée et agrandie du concept britannique. 3 228 de ces T-27 seront produites entre 1931 et 1933.
Le Japon fit également l'acquisition de six Mark VIb pour produire sa propre chenillette Type 94 Te-Ke.
Un certain nombre de chenillettes Carden-Loyd fut acheté par la Belgique et converti en ce que les Belges appelaient des automitrailleuses T-15 et des chasseurs de chars T-13. Ces "tanks" connurent le feu lors de l'invasion allemande de la Belgique en 1940 et le canon antichar de 47 mm des T13 fut une arme efficace.
En France, AMG-Brandt importa deux chenillettes Carden-Loyd. Elles sont présentées en 1930, en deux configurations : une emportant une mitrailleuse et l'autre, avec remorque, pour le transport du mortier Brandt modèle 1927. Les essais sont très satisfaisant. Pour répondre au programme de décembre 1930 demandant un véhicule de ravitaillement d'infanterie tous terrains blindé, la firme Latil importe en 1931 une chenillette Carden-Loyd et en fabrique cinq sous licence en France. Finalement, la chenillette Renault UE, calquée sur la Carden-Loyd mais sans licence, est sélectionnée,.
Par ailleurs, des chenillettes Carden-Loyd furent également livrées en petit nombre au Canada, à l'Inde, aux Pays-Bas (5), au Siam et à la Suisse (6). Les cinq chenillettes néerlandaises furent engagées contre les troupes allemandes parachutistes lors de l'invasion allemande en mai 1940. La Bolivie disposait de deux chenillettes Mark VIb qu'elle utilisa lors de la guerre du Chaco. Enfin, on peut signaler que la conception du Panzer I allemand fut influencée par le dessin de la chenillette britannique[réf. nécessaire].

### Utilisateurs
- Belgique - Convertie en T13 et T15, armé d'une mitrailleuse Hotchkiss de 13,2 mm modèle 1929
- Bolivie - Utilisée lors de la guerre du Chaco
- Canada
- Chili
- République de Chine
- Tchécoslovaquie - Base de sa Tančik vz. 33 ainsi que d'autres prototypes chez Skoda, avec le char MU-2 et la chenillette MU-4.
- Finlande (Mk. IV et Model 33)
- France - 2 importées par Brandt, une importée par Latil et cinq Latil type N produites en France
- Grèce - Un petit nombre acquis avant 1935
- Inde
- Italie - Base de sa L3
- Japon - Base de sa Type 94 Te Ke
- Pologne - Base de ses TK
- Portugal
- Royaume-Uni
- Suisse
- Thaïlande - Une soixantaine utilisée lors de la guerre franco-thaïlandaise
- URSS - Base de sa chenillette T-27
- Ethiopia - trois utilisée lors de la Seconde guerre italo-éthiopienne